# Fnjóská
Die Fnjóská ist ein Quellfluss im Nordosten von Island.
Fnjóská hat eine Länge von 117 km. Ihre Wassermenge wird mit 43 m³/s angegeben. Durchschnittliche Wassermenge im Sommer ist 20–150 m³/s, im Winter 20–30 m³/s. Die bedeutendste in ihr gemessene Flut brachte 500 m³/s hervor. Für einen Quellfluss weist sie starke Schwankungen in der Wassermenge und eine ebenso ungewöhnlich starke Strömung auf.

## Verlauf
Die Quellen des Flusses liegen im Hochland von Island, im nördlichen Sprengisandurgebiet und seine Wasser ergießen sich zunächst durch das Bleiksmýrardalur. Im nach dem Fluss benannten Fnjóskádalur strömt er dann entlang des Waldgebietes Vaglaskógur, um schließlich einen deutlichen Schwenk nach Westen zu machen, den Bergzug zwischen dem Tal und dem Eyjafjörður im Durchbruchstal Dalsmynni zu überwinden und schließlich im Höfðahverfi in den Eyjafjörður zu münden.

## Angeln
Die Fnjóská ist ein beliebtes Angelrevier, besonders bzgl. Lachs, aber auch Forelle.

## Fnjóskadalur
Das Fnjóskadalur ist ein größeres Tal, das Gletscher und der Fluss Fnjóská über die Jahrtausende geprägt haben. Es hat eine Länge von nicht weniger als 30 km, ist dabei aber eher schmal mit entsprechend wenig Unterland. Die östlich gelegenen Berge, treffenderweise Austurfjöll genannt, die in der Nähe des Sees Ljósavatn liegen, erweisen sich als steil und ziemlich hoch (etwa 1.000 m) mit Schluchten und Firnschneefeldern. Die Berge im Westen zeigen in Talrichtung nur leicht geneigte Hänge. Der Teil des Tales, der Dalsmynni genannt wird, nördlich des Hringvegur, zeigt steile Hänge auf, Gesteinsschichten mit starker Hangneigung in Talrichtung, über denen andere Schichten liegen, die einige Millionen Jahre jünger sind.

### Geologie
Wenn man aus dem Eyjafjörður kommt, sieht man gleich vom Pass Vaðlaheiði aus auf der anderen Talseite Spuren von Wassererosion. Die deutlich voneinander abgegrenzten Ränder sind Spuren ehemaliger Seen, drei von ihnen haben sich hier in verschiedenen Phasen der Eiszeit befunden. Als die Eiszeitgletscher tauten, bildeten sich zunächst die Gletscherseen, und diese schufen schließlich den Durchbruch in Dalsmynni.
Als grabenartige Verlängerung des Fnóskadalur erstreckt sich die ebenfalls durch Erosion von den Eiszeitgletschern geschaffene Austurheiði nach Norden bis zum Meer über die Halbinsel Flateyjarskagi. Allerdings ist das verlassene Tal der Austurheiði vom Fnjóskadalur durch eine (niedrige) Wasserscheide getrennt.

## Besiedelung
Das Fnjóskadalur war nie dicht besiedelt, ist inzwischen jedoch großenteils ganz unbesiedelt.